# Subra (Orjen)
Die Subra (kyrillisch Субра, 1679 m. i. J.) ist einer der drei Hauptgipfel des Orjen. Sie liegt weniger als 15 Kilometer von der montenegrinischen Küste entfernt, so dass die Aussicht vom Gipfel neben umliegenden Bergen vor allem auch das Adriatische Meer umfasst. Das Hochplateau im Bereich des Gipfels weist ein eindrucksvolles Karst-Mikrorelief auf.
Von Süden und Osten betrachtet wirkt der Berg eher sanft. Von Norden dagegen wirkt er unersteigbar, hier zeigt der Berg ein gewaltiges felsiges Halbrund, das sogenannte „Subra-Amphitheater“ (Subrin amfiteatar). Diese Felsformation wurde unter anderem durch Gletscher geprägt, die ihre Endmoränen 500 Meter unterhalb hinterlassen haben. Besonders beeindruckend und eine der größten alpinistischen Herausforderungen des Gebiets ist die 500 Meter hohe Westwand.

## Anstiege
Der Berg ist recht leicht auf markierten Wegen zu ersteigen.
Der etwas schwierigere Hauptweg führt über die Bergsteigerunterkunft Za Vratlom (1160 m), die etwa sieben Kilometer Luftlinie von Herceg Novi entfernt liegt. Dieser Weg führt über ein wildes, verkarstetes Hochplateau, den sogenannten „Hexentanzplatz“. Am Wegesrand befinden sich Ponore („Schlucklöcher“), die bis zu 188 Meter tief sein können.